# Francisco I. Madero kommun, Hidalgo
Francisco I. Madero är en kommun i Mexiko.   Den ligger i delstaten Hidalgo, i den sydöstra delen av landet, 90 km norr om huvudstaden Mexico City. Antalet invånare är 29 466. Arean är 95 kvadratkilometer.
Terrängen i Francisco I. Madero är kuperad åt sydväst, men åt nordost är den platt.
Följande samhällen finns i Francisco I. Madero:
- Tepatepec
- San Juan Tepa
- San José Boxay
- Bocamiño
- Arambó
- Los Filtros
- La Puerta
- La Comunidad
- La Cruz
- Colonia el Horno
- La Mora
- El Represo
- Jagüey del Gonzudi
- Colonia el Veinte
- Barrio los Amigos
- El Porvenir
- Colonia Emiliano Zapata
- Colonia Cuarta Demarcación
- El Villano
- Las Fuentes